# 추적자 (1968년 영화)
《추적자》(The Scalphunter)는 미국에서 제작된 시드니 폴락 감독의 1968년 영화이다. 버트 랭카스터 등이 주연으로 출연하였고 줄스 레비 등이 제작에 참여하였다.

## 출연

### 주연
- 버트 랭카스터

### 조연
- 쉘리 윈터스
- 텔리 사바라스
- 오시 데이비스

## 기타
- 미술: 프랭크 아리코
- 의상: 조 드러리
- 배역: 린 스터마스터